# Aroser Rothorn
Das Aroser Rothorn (rät. Piz Cotschen) ist mit 2980,2 m ü. M. die höchste Erhebung der Plessur-Alpen im Kanton Graubünden in der Schweiz. Gleichzeitig ist es der höchste Punkt der Gemeinden Arosa, Lantsch/Lenz und Albula/Alvra, deren Grenzen auf dem Gipfel zusammenlaufen. Damit liegt der Berg auch auf der Grenze zwischen den Bezirken Plessur und Albula.

## Lage und Beschreibung
Vom weiten, unbebauten, im Kristallin liegenden Gipfel gehen drei Grate aus, gegen Nordosten (Erzhorn), Süden (Pizza Naira-Lenzer Horn) und Nordwesten (Parpaner Rothorn/Älplihorn). Die Nord- und Westflanke bestehen aus Felsstufen von schlechter Qualität, von Südosten her reichen Geröllhalden bis an die Grate. Vom Gipfel aus geniesst der Besucher einen prächtigen Rundblick über ganz Mittelbünden und insbesondere in die vom Aroser Weisshorn im Nordwesten und der Strelakette im Osten begrenzte Aroser Bergschale, welche man vom benachbarten Parpaner Rothorn aus praktisch nicht einsehen kann. Aufgrund seiner herausragenden Lage werden am 1. August (Schweizer Bundesfeiertag) auf der Kuppe des Aroser Rothorns regelmässig weitherum sichtbare Höhenfeuer entzündet.

## Routen zum Gipfel
Das Aroser Rothorn ist seit 1905 von Arosa auf einem anspruchsvollen Wanderweg über den Erzhornsattel zu erreichen. Man hat die Wahl zwischen der Route über den Älplisee (T4) oder via Welschtobel-Ramozhütte (T3). Etwa einen Kilometer nordwestlich des Aroser Rothorns liegt der Gipfel des Parpaner Rothorns. Über den die beiden Gipfel verbindenden Nordwestgrat kann das Aroser Rothorn auch von der Lenzerheide aus auf einem heute nicht mehr offiziell markierten und teilweise exponierten Weg gut bestiegen werden (T4). Schliesslich ist auch ein Aufstieg über den Südgrat von der Ramozhütte, der Furcletta (T4) und von der Alp Sanaspans (T5) her möglich. Im Winter führt der Hauptaufstieg von der Ramozhütte über Sessels zum obersten Teil des Nordostgrats (Route 191). Bei guten Schneeverhältnissen kann zudem vom Parpaner Rothorn die Route über den Nordwestgrat gewählt werden (Fussmarsch).

## Touristische Nutzung

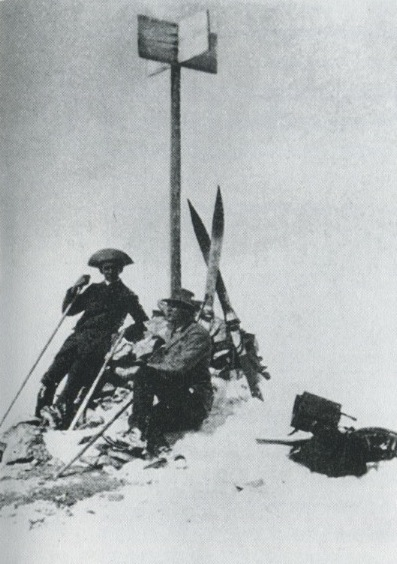
Erste Besteigung mit Skiern 1893

Die erste bekannte Winterbesteigung des Rothorns gelang den Basler Brüdern Egger zusammen mit Ed. Geigy 1886 mit Schneeschuhen von Arosa aus. 1893 bestiegen Fritz und Carl Egger zusammen mit E. Toutain und Carl Stäubli den Berg zudem erstmals auch auf Skiern. Ab 1914 bis etwa Mitte der Zwanzigerjahre des vergangenen Jahrhunderts fanden am Aroser Rothorn Sommerskirennen u. a. mit Weltmeister David Zogg statt. In der Folge entwickelte sich das Rothorn zu einem beliebten und oft besuchten Ski- und Wanderberg, welcher jedoch mechanisch - hauptsächlich aus Gründen des Natur- und Landschaftsschutzes - nie erschlossen wurde. Auch von der 2013/14 realisierten Skiarena Arosa Lenzerheide wird das Gebiet um das Aroser Rothorn nicht tangiert.

## Historisches
Am Aroser Rothorn und am Erzhorn wurden bereits im Mittelalter Eisenerze sowie Radiolarit und andere Bodenschätze abgebaut und in den Schmelzöfen in der Isel bei Arosa verhüttet. Wegen dieser frühen Erschliessung des Gebiets und weil der Gipfel relativ leicht auf diversen Routen erstiegen werden kann, ist der Erstbesteiger des Aroser Rothorns unbekannt geblieben. Als gesichert gilt jedoch, dass der Geologe Conrad Escher von der Linth im Jahr 1806 das Gebiet erforschte und das Rothorn bestieg. 1879 und 1959 wurden im Rahmen von Wiederansiedlungsversuchen am Aroser Rothorn Steinböcke ausgesetzt.

## Bilder

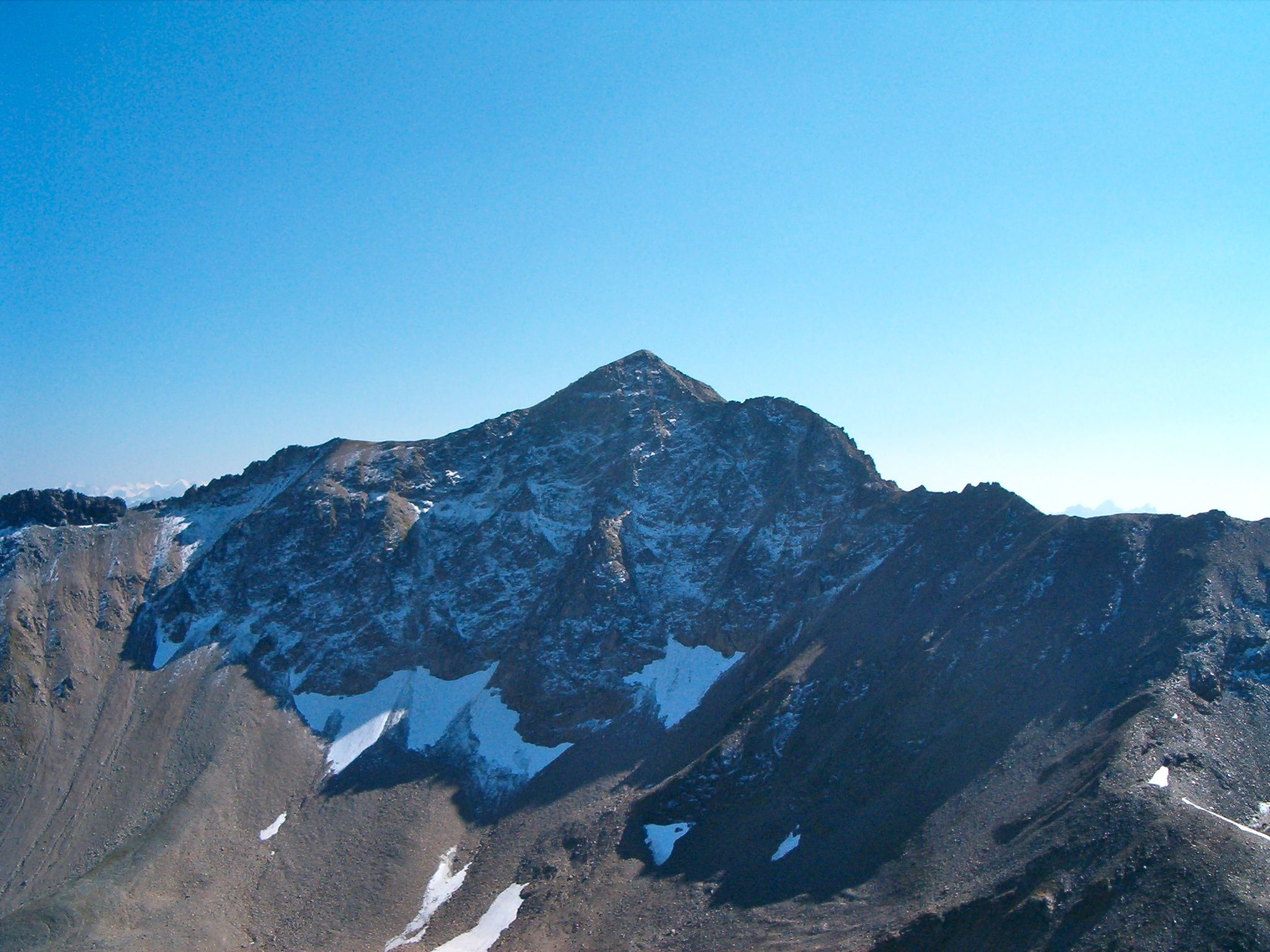
Nordwand vom Älplihorn aus gesehen
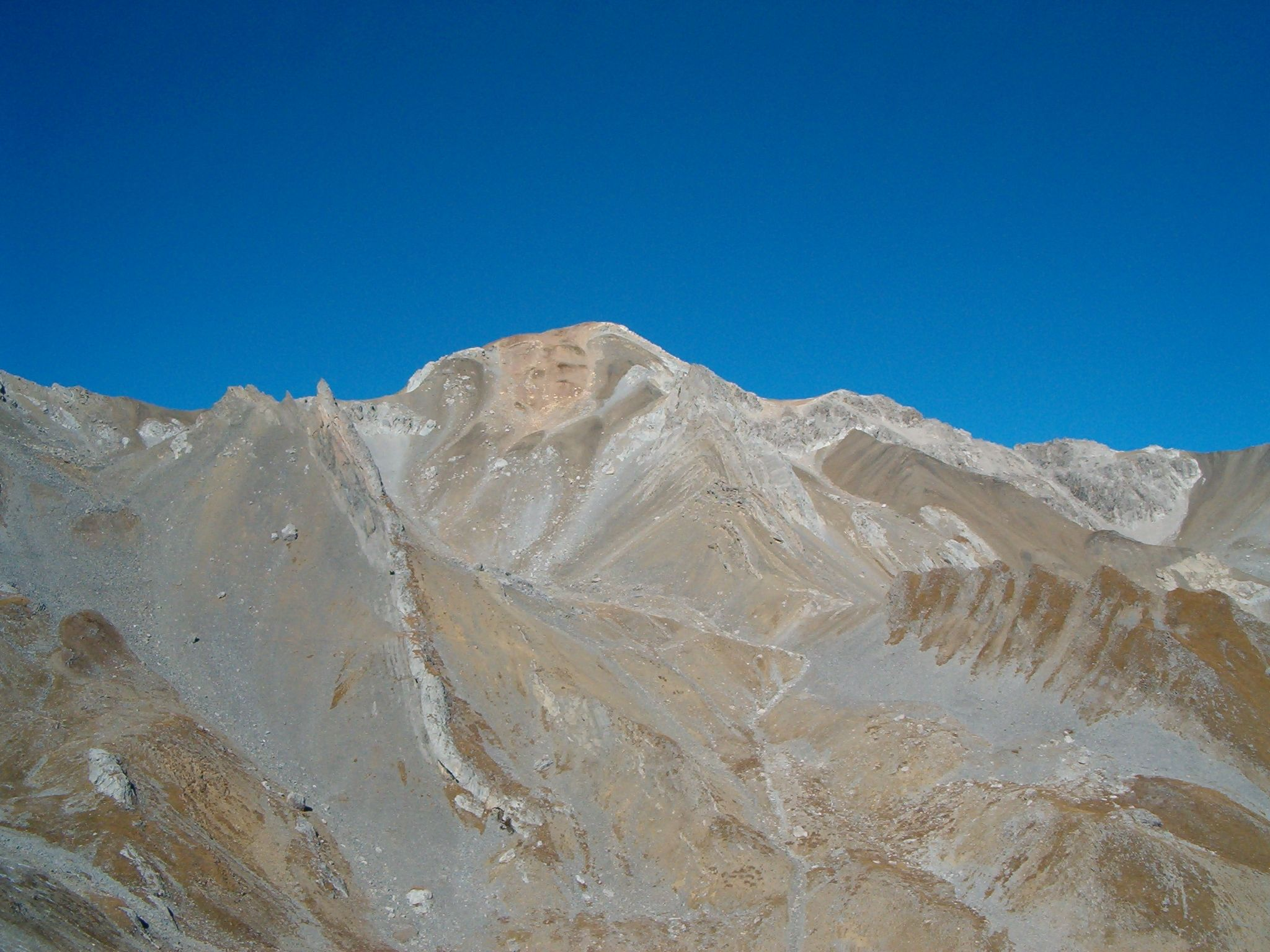
Südostansicht
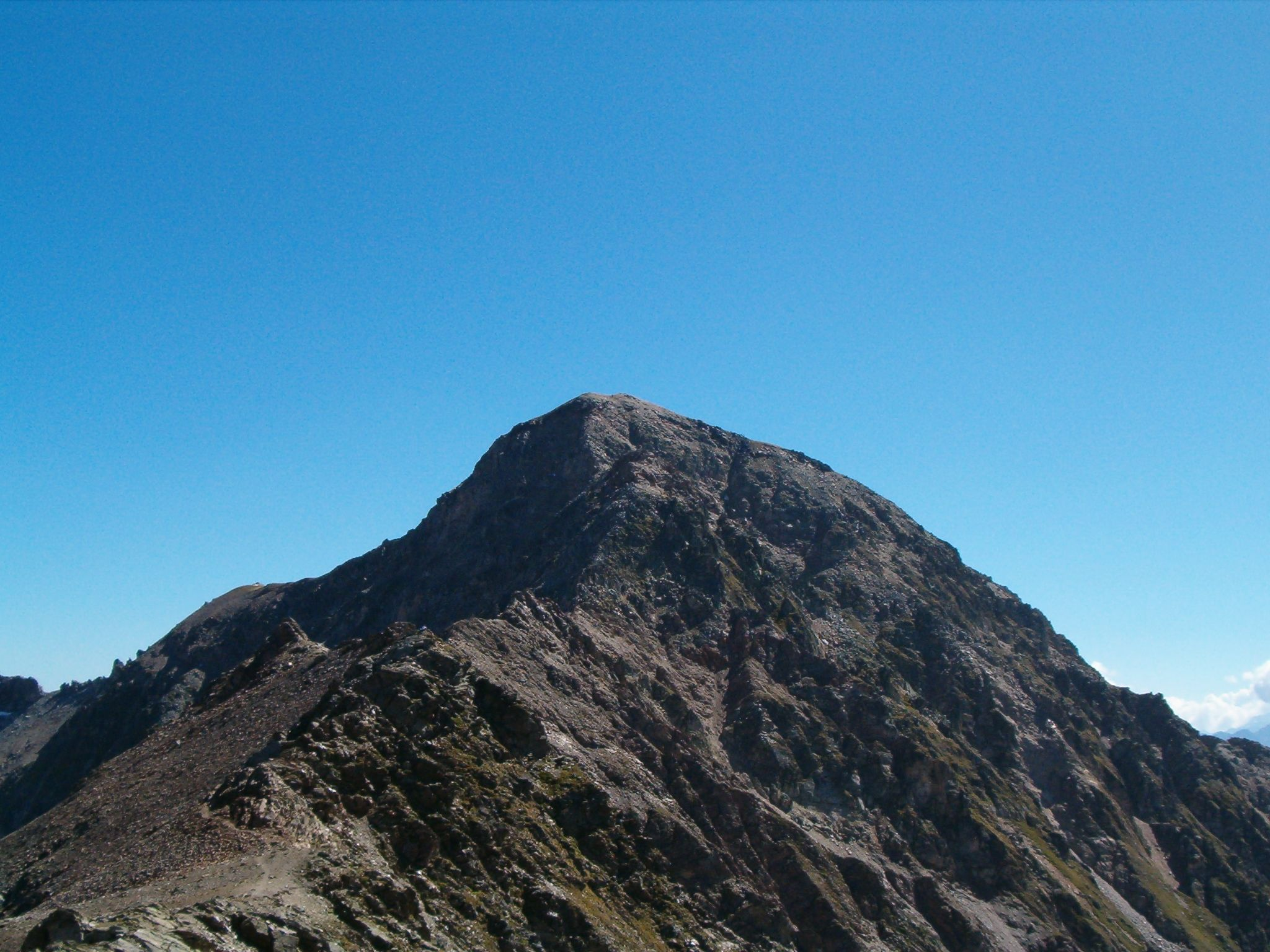
Nordwestgrat, Blick vom Parpaner Rothorn
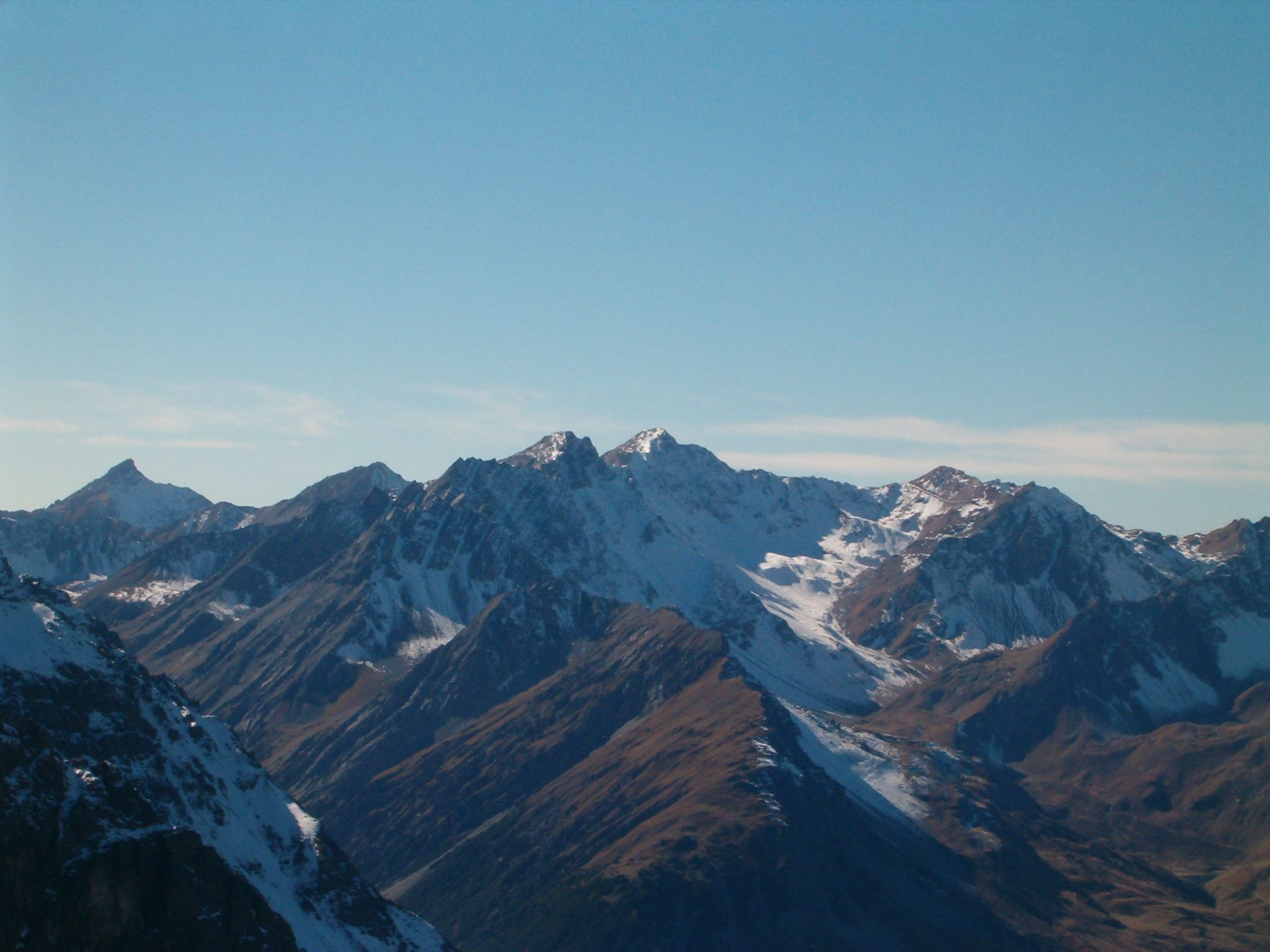
Rothorngruppe von Nordosten
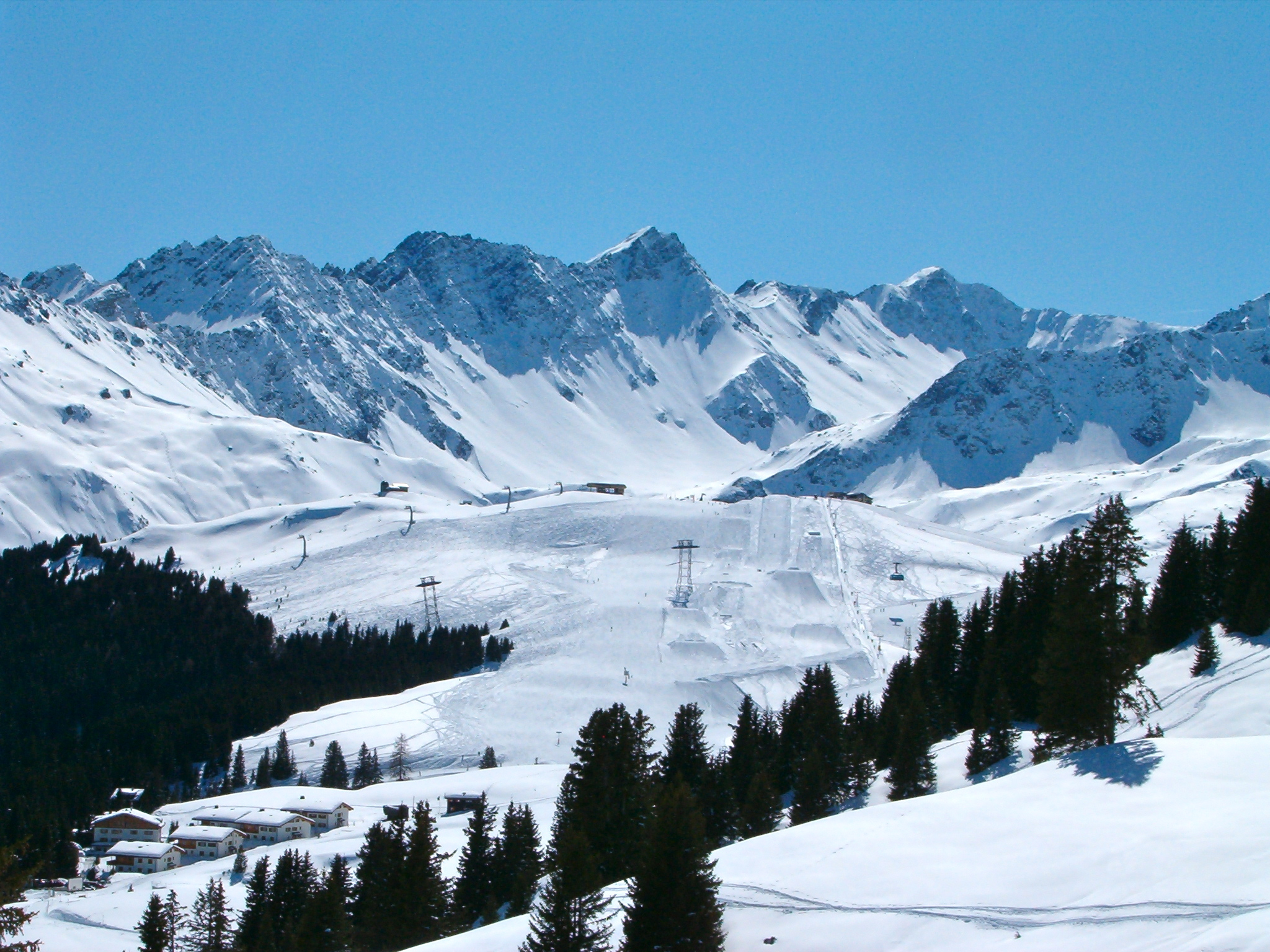
Rothorn (rechts) mit Erzhorn über Tschuggen